# Glogovac (Bogatić)
Pour les articles homonymes, voir Glogovac.
Glogovac (en serbe cyrillique : Глоговац) est un village de Serbie situé dans la municipalité de Bogatić, district de Mačva. Au recensement de 2011, il comptait 778 habitants.

## Démographie

### Évolution historique de la population
| 1948  | 1953  | 1961  | 1971  | 1981 | 1991 | 2002 | 2011 |
| ----- | ----- | ----- | ----- | ---- | ---- | ---- | ---- |
| 1 118 | 1 180 | 1 185 | 1 078 | 998  | 987  | 967  | 778  |

|  |